# Тим (фудбалер)
Елба де Падуа Лима (Рифаина, 20. фебруар 1915 — Рио де Жанеиро, 7. јул 1984), најпознатији по надимку Тим, био је бразилски фудбалер и тренер.
Тим је рођен у Рифаини, Сао Пауло. Током своје каријере, која је трајала од 1931. до 1951. године, играо је за бразилске клубове Ботафого-СП, Португеса Сантиста, Флуминенсе,  и Оларија ;  освојио је пет државних турнира у Рио де Жанеиру (1936, 1937, 1938, 1940, 1941). Пензионисао се у Колумбији са Атлетико Јуниором из Баранкиље. Такође је био члан репрезентације Бразила, на светском првенству у фудбалу 1938. године, где је одиграо једну утакмицу против Чехословачке, и на Јужноамеричком првенству 1942. године, где је постигао један гол.
44 године након учешћа на Светском првенству као играч, Тим је био селектор фудбалске репрезентације Перуа на Светском првенству 1982. године, у најдужем интервалу икада између учешћа појединца на Светском првенству и најдужој каријери на Светском првенству уопште. Две године након Светског првенства 1982. године, преминуо је у Рио де Жанеиру у 69. години. Тренирао је Бангу. Године 1968. био је шампион Аргентине са Сан Лоренцом де Алмагром.